# Вепрња
Вепрња је планина у Динарским Алпима у Србији. Једна је од планина које чине Мојстирско-драшку област у југозападном делу Републике Србије, на територији општине Тутин. Уздиже се стрмо изнад Рибарића и Чулија, уздиже се планина Вепрња, са највишим врхом на 1.393 m.  Процењена надморска висина Вепрње је 1298 метара.
Јужно од Вепрње, пружа се широки планински масив Понора, Сломне горе и Пољане, на којима се истичу високи врхови: Новин врх (1.806 m) и Поглед (2.154 m). Густе шуме на овој планини испресецане су бројним пространим пашњацима. Мојстирско-Драшке планине заштићене су 2024. године као Специјални резерват природе IV категорије.